# Kuśmierki
Kuśmierki – wieś w Polsce położona w województwie śląskim, w powiecie częstochowskim, w gminie Mstów.
W latach 1975–1998 miejscowość administracyjnie należała do województwa częstochowskiego. W latach 1918–1939 wieś należała do województwa kieleckiego.

## Historia
Wieś powstała u schyłku XIX w. na osadzie pasterzy owiec należącej do majątku Mokrzesz dziedzica Tymowskiego osiadłego w pałacu w Ulesiu (aktualnie gmina Dąbrowa Zielona). Nazwa wsi wywodzi się od kuśnierzy - hodowców owiec, którzy trudnili się wyprawianiem skór.
W administracji kościoła katolickiego parafianie wsi Kuśmierki podlegali wcześniej parafii św. Bartłomieja w Żurawiu w gminie Janów. W 1987 r. biskup utworzył wikariat terenowy w Mokrzeszy (2 km) a po wybudowaniu świątyni, pw. św. Maksymiliana Kolbego i poświęceniu jej 17 października 1992 r. utworzono parafię, do której włączono wieś Kuśmierki.